# Sphenomorphus muelleri
Sphenomorphus muelleri là một loài thằn lằn trong họ Scincidae. Loài này được Schlegel mô tả khoa học đầu tiên năm 1837.